# Massacra
Massacra est un groupe de death et thrash metal français, originaire de Franconville, dans le Val-d'Oise. Formé en 1986 et séparé en 1997, il est l'un des pionniers et chefs de file de ce genre musical en France avec Loudblast et Agressor.

## Biographie
Le groupe émerge en 1986, à Franconville, dans le Val-d'Oise, en Île-de-France, période pendant laquelle il réalise successivement trois démos influencées par les scènes thrash metal américaine et allemande.
Le label allemand Shark Records lui permet de réaliser son premier album Final Holocaust (dont le titre a été censuré depuis, cet album devenant Massacra) en 1990, un concentré de violence à l'exécution encore maladroite et à la production faible, mais où l'on peut déjà distinguer une personnalité certaine et les talents d'écriture des deux guitaristes Jean-Marc Tristani et Fred « Death » Duval. Les musiciens, qui entretiennent depuis leurs débuts des rapports tendus avec la scène métal française, sont descendus par la presse nationale. Cette animosité durera tout le long de la carrière du groupe. Ils reçoivent cependant les éloges de la presse étrangère. Ce coup de pouce leur permet de sortir du lot et d'obtenir une reconnaissance à l'échelle internationale.
Le deuxième album Enjoy the Violence permet au groupe de partir en tournée avec des formations d'envergure comme Benediction et Candlemass. Le troisième album Signs of the Decline sera leur dernier album de death metal,. Le groupe publie son quatrième album, Sick, en 1994. Leur album final Humanize Human est un album de groove-thrash, qui peut rappeler Sepultura sur Roots, surtout à cause de l'atmosphère de cet album. Le 6 juin 1997, Fred Duval meurt d'un cancer sonnant la fin du groupe. D’autres membres ont été actifs dans Zero Tolerance, un groupe de thrash-industriel.
Le 4 novembre 2013, Century Media Records publie Day of the Massacra, une compilation vinyle et CD des trois démos du groupe, dont toutes les chansons ont été remasterisées par Ulf Horbelt.
Le 2 septembre 2016, Alex Colin-Tocquaine (Agressor), Frédéric Leclercq (DragonForce), Stéphane Buriez (Loudblast) et Kevin Paradis (Agressor) donnent un concert de reprises de Massacra au Fall of Summer. Chris Palengat (ex-Massacra), Alain Clément (No Return), S.A.S. De L'Argilière (Misanthrope), Pierrick Valence (Phazm, ex-Scarve), Crass (Crusher) et Mick (No Return) participent à certains morceaux.

## Membres

### Derniers membres
- Jean-Marc Tristani - guitare (1986-1997)
- Fred « Death » Duval - guitare, voix (1986-1997 ; décédé)
- Pascal Jorgensen - basse, voix (1986-1997)
- Björn Crugger - batterie (1994-1997)

### Anciens membres
- Chris Palengat - batterie (1988-1991)
- Matthias Limmer - batterie (1992-1994)

## Discographie

### Albums studio
- 1990 : Final Holocaust
- 1991 : Enjoy the Violence
- 1992 : Signs of the Decline
- 1994 : Sick
- 1995 : Humanize Human

### Démos
- 1987 : Legion of Torture
- 1988 : Final Holocaust
- 1989 : Nearer From Death

### Compilations
- 2000 : Apocalyptic Warriors Pt.I
- 2013 : Day of the Massacra